# 渴望復仇的最強勇者憑藉黑暗之力展開殲滅無雙
《渴望復仇的最強勇者憑藉黑暗之力展開殲滅無雙》是日本輕小說作家斧名田マニマニ創作的異世界復仇題材輕小說，由漫畫家坂本あきら改編為漫畫版，漫畫角色原案和素描分別由荒野、半次負責。2018年開始於DASH X Bunko（集英社旗下文庫）連載，由集英社負責出版單行本。故事講述曾討伐魔王的勇者勞爾·埃文斯被陷害處決後，透過神明復活回歸人間和展開復仇行動，從中延伸的連串經歷。
最初是作者斧名田マニマニ寫在成為小說家吧網站上連載的Web小說，但因為放在非R18的網站，但內容逐漸走向R18G展開，引發爭議最終刪除Web版。。漫畫版除補述正篇劇情的番外篇章以外，尚有以戲外主持節目形式訪談劇中角色的喜劇單元《將軍的房間》補充相關細節，在編劇方面與情節亦有和小說版相異之處。
本作改編漫畫入圍2021年電子漫畫大賞（電子漫畫大獎）（みんなが選ぶ!!電子コミック大賞）異世界部門提名名單。

## 劇情大綱
故事設定在仿歐洲中古世紀世界觀的虛構魔法世界，存在著神明、人類、魔族等智慧種族，分成現世、天界、地獄等區域。人類以「庫爾茨王國」作為政治核心，庫爾茨王國表面繁榮，實則暗藏權力鬥爭和許多犯罪事件。
主角勞爾·埃文斯是名被愛之女神賜福，轉生至平凡村莊的轉生者，因為家鄉遭遇襲擊、母親遇害身亡而激發身為勇者的潛能，透過王國劍豪布朗的培訓和夥伴組成冒險隊伍，不負眾望完成討伐魔王的任務，卻被庫爾茨王國包含公主維多莉亞相關人士背叛陷害，遭公主當眾處決和神界的神明見死不救，含怨而死。勞爾一改生前的善良性格，向愛之女神許下「重新回歸人界復仇」、「取回被封印的力量」的願望，成功復活重返人間，陸續除掉陷害自己和其他親友的王國人士與神明們，庫爾茨王國則隨著勞爾的行動，分裂成反抗與擁護勞爾的兩大勢力……。

## 登場角色

### 主角
勞爾·埃文斯（ラウル·エヴァンス，Raoul·Evans）
本作男主角。特徵是黑色短髮，漫畫版的雙瞳為紅色（原作小說版為紫色），擅使劍術和神聖魔法。原本個性真誠善良且意志堅定，但在被王國眾多人士背叛含冤死去、獲得愛之女神賜福重生後，性格變得腹黑和不擇手段，對敵人和背叛自己、傷害親友夥伴的對象冷酷無情，同時作為向愛之女神取回被封印的暗魔法力量的代價，被大幅削弱神聖魔法的抗性。喜歡的家鄉菜是烤蘑菇三明治。
原本是被愛之女神賜福轉生至巴登村的轉生者，和母親、姊姊、其他村民過著幸福的生活，直至某日村莊遭敵人襲擊，母親被殘忍殺害，勞爾被庫爾茨王國的劍豪布朗將軍發現自身覺醒的勇者力量兼培訓作戰技巧，和大魔導士溫迪爾、聖女克麗絲蒂安娜被庫爾茨王國公主維多莉亞任命組成討伐魔王的征討小隊，但由於包含維多莉亞在內的眾多王國人士設局陷害，導致勞爾的親人、夥伴、朋友接連遇害身亡，本人遭溫迪爾出賣和被維多莉亞捏造屠村的罪名，在監獄飽受被愛之女神操控的維多莉亞凌辱，加著眾神和多數國民袖手旁觀，被當眾處決而含怨死去。在轉生空間遇見接引他的愛之女神，為了向過去背叛陷害他和殘害親友、見死不救的王國相關人士全面復仇，要求愛之女神實現「重新回歸人界復仇」、「取回轉生前被封印的力量」的願望，復活重返人間，展開復仇計劃。
初期僅對傷害自己和親友夥伴的對象實施復仇行動，隨劇情進展開始會利用同樣鎖定復仇對象的人們協助自己除去狩獵目標，養成蒐藏復仇對象遺體的習慣，必要時會採取讓自己肉身死亡、或是引誘當事者墮落的手段報復當事者，連曾經對遇難時的自己袖手旁觀者也不放過。有時候也會顯露對弱者展示善意與同情心的一面。地獄歷險事件過後，因為擊敗地獄之神，從後者手裡取得分辨善惡的水晶，同時因吞噬了愛之女神的心臟而神格化，被擁立為新任地獄統治者，庫爾茨王國亦出現崇敬勞爾的「勞爾教」和支持國王對抗勞爾的「國王派」勢力。以新任地獄統治者的身份審判剩餘的庫爾茨王國人士，將裁定心性為善者以「方舟」運送至真正的「樂園」之中。

### 勞爾相關人士
勞爾的父親
小說第1卷提及。本名不詳，在勞爾幼時早逝。
勞爾的母親
本名不詳，與家人居住在以乳製品維生的田園村莊巴登村，據勞爾形容是位精明能幹的女性。丈夫過世後獨立撫養勞爾姐弟，和家人感情融洽。直至勞爾12歲那年在村莊遭布朗將軍帶領部下襲擊，為了保護村裡的孩子而遭布朗將軍殘忍殺害食用，遺體被處置後吊在村莊的樹上，成為勞爾覺醒勇者之力的契機。
遺體被國家魔導士以黑魔法復活並操控。
克蕾雅（クレア）
勞爾的姊姊。為人溫柔賢淑，關心勞爾。多年前在巴登村遭布朗將軍帶領部下襲擊時，和包含勞爾在內的少數居民僥倖生還。受巴納德施展魅惑魔法吸引，透過勞爾獲知對方的經歷，仍堅持接受對方成為自己的伴侶。
在勞爾作為冒險小隊出發討伐魔王的時間點已結婚且懷有身孕，改居住於馬克里村。透過勞爾的信件得知溫迪爾的存在，在勞爾、溫迪爾、克莉絲蒂安娜來訪期間招待三者，為了祈禱勞爾能平安歸來而經常前往村莊的教堂禱告。還未能實現讓歸來的勞爾擁抱出世的孩子的願望，便因為遭村莊裡的神官出賣和溫迪爾暗地向維多莉亞通報所在教堂的位置，在維多莉亞的授命下，連同其他村民被維多莉亞派遣桑德拉的所屬軍隊殺害（小說版提及被桑德拉的部屬撕開子宮，取出腹中胎兒後死去，胎兒則被狗傷害後肢解；漫畫版增加遭村莊裡的神官們輪姦的劇情）。重生的勞爾向維多莉亞及出賣她的神官復仇後，曾返回她生前經常祈禱的教堂向其秉報王都的情況，再施展暗魔法釋放地獄業火將整座教堂燒毀。
小說第3卷中遺體被黑魔法復活操控，最終由勞爾親自毀去她的遺體。
巴納德・羅斯（バーナード・ロス）
小說第3卷登場。勞爾的姊夫，克蕾雅的丈夫。自從妻子與未出世的孩子遇害後，宣稱勞爾是害死妻兒的元兇，並表示自己對其痛惡欲絕。其實是個擅用魅惑魔法的婚姻騙子，經常以受害者身份招搖撞騙和用言語煽動他人，為自己謀取利益。兒少時期父母被強盜殺害，被納入犯罪集團行違法之事，輾轉賣給權貴人士作為性玩物學會誘惑欺騙他人的技巧。勞爾前往地獄期間，被擁立為對抗勞爾的國王派勢力代表，王國陷入內戰後，表面與國家魔導士同意合作牽制勞爾，實則試圖讓自己攀上高峰兼詐取他們，被勞爾揭發騙局和告知克蕾雅知曉他的過去仍選擇接受愛著他的事實，陷入懊悔之中，最終勞爾施展暗魔法顯現克蕾雅的幻象，令其深陷懺悔無法行動。

### 王國相關人士
庫爾茨王國國王
本名暫不詳，維多莉亞的父親。為人心機富城府。因為欣賞維多莉亞的野心，認定她有利用的價值而指名她成為王位繼承人，但後來由於查覺維多莉亞圖謀不軌，為了以防萬一而頻繁和妾室發生關係培育後代（目前已知有三名和妾室所生的私生子）。現時由於身體虛弱而仰賴維生系統保持生命。
在維多莉亞為了報復勞爾展開偏激手段、勞爾依序向王國相關人士尋仇後，因為看不下維多莉亞肆意命令部屬殘害忠臣（實為勞爾幻化成維多莉亞的外型誘騙桑德拉展開行動），為了平息勞爾的復仇行動，親自宣布廢除維多莉亞的公主頭銜兼要求她以性命贖罪，不僅下令處決當年和布朗將軍參與屠村行動的英雄們，還透露仿冒勞爾的冒牌貨和溫迪爾、卡梅隆·雅琳加姆行動的消息，命令勞爾除去三者。在勞爾前往地獄之前和勞爾處於相互利用的關係，之後因渴望得到克麗絲蒂安娜的神聖魔法而與勞爾反目，被勞爾列為復仇目標之一，打算找個理由殺害勞爾，卻反被勞爾氣到心臟病發作。自從勞爾復活後，常常飽受其折磨和屈辱，為此對勞爾抱有恐懼及憎恨。隨著庫爾茨王國接連引發洪水及瘟疫及因「勞爾教」和「國王派」引發的內戰，再加上被勞爾與魔族的攻擊影響失去大半主城和兵力，小說第4卷中，下令布拉卡姆將軍命令討伐勞爾，之後透過戰神的幫助下擺脫需要維生系統的狀態，同時返老還童，重返年輕時的帥氣面貌。
維多莉亞（ウィクトリア，Victoria）
庫爾茨王國的公主暨表面的時任王位繼承者，勞爾重生後的復仇對象之一。外貌美麗，但個性自私富野心且殘忍嗜虐。對於妨礙她或失去利用價值的人會毫不猶豫地除掉對方，同時對勞爾抱持扭曲的情感。為了除掉政途的障礙，不僅默許桑德拉殺害王室的兄弟姊妹們，還安排勞爾和冒險小隊討伐魔王，被冒險小隊成員之一的聖女克麗絲蒂安娜用神聖魔法操控激發對勞爾的扭曲慾望後，因為聽信克麗絲蒂安娜「維多利亞會和勞爾註定結為夫妻，但是勞爾的聲望過高會對她造成威脅，只有她能解救勞爾」的話語，背地安排王國軍隊向馬克里村展開大屠殺兼將罪名冠在失去利用價值的勞爾身上，在監獄凌辱（小說第三卷揭露為愛之女神操控她所致）和下令處決後者。
為了確保自己產下王室繼承者，在勞爾被處決的一年後與艾米爾·奧克雷爾伯爵政治聯姻，在婚禮遊行期間不但被重生的勞爾當眾控制行動扯掉衣物、操控王國騎士團團長桑德拉重拳痛毆、重傷子宮失去生育能力，還被公開當年安排王國軍隊屠殺無辜人民的訊息，導致維多莉亞為了報復勞爾下令討伐後者。後由於被維多莉亞囚禁凌虐的桑德拉逃獄殺害王國重臣和護衛們，為了挽回名聲將罪名推給桑德拉兼公開處刑，反遭勞爾當眾公開指使軍隊屠村的罪行、國王另有三名私生王子、宣布將她從王室除名和要求她以死謝罪的訊息，導致眾叛親離而陷入絕望狀態，最終勞爾操控桑德拉持劍刺穿她的腹部致其重傷，將她綁在「死之谷」空地的十字架上，施展黑暗魔法讓她處於永遠不死的狀態下受飛禽走獸的攻擊，因此即便是啃到只剩骨頭也無法死亡。克麗絲蒂安娜受審期間被勞爾召喚至法庭，作為揭發克麗絲蒂安娜和希姆的證據。審判結束後再度被放回「死之谷」，直到小說第五卷才被送到地獄。
桑德拉·狄瓦茲（サンドラ·デイウァズヘ，Sandra·Divas）
庫爾茨王國騎士團的女團長，騎士團清一色由文武雙全的貴族青年男女任命。忠於且對維多莉亞抱持同性愛的仰慕情感，過去曾協助她除掉維多莉亞的兄弟們，因為受維多莉亞指示帶領軍隊屠殺菲娜蕾居住的馬克里村，被重生後的勞爾列為復仇對象之一。
在維多莉亞婚禮當日秉報王城內出現多名居民死於離奇疫病和城門守衛遇害的案件，被勞爾運用魔法操控重拳痛毆維多莉亞和放大聲量公開維多莉亞安排王國軍隊屠殺無辜人民的真相，遭維多莉亞以辦事不力為由囚禁於王國監獄凌虐。後來勞爾幻化成維多莉亞的模樣迷惑桑德拉逃獄殺害王國重臣和護衛們，導致桑德拉被維多莉亞褫奪騎士團長頭銜和處以石刑，被扔下處刑台險遭群眾輪暴，及時因為勞爾和克莉絲蒂安娜公開國王廢除維多莉亞公主頭銜的聲明書而暫時脫險。最終勞爾運用黑暗魔法操控桑德拉持劍刺穿維多莉亞的腹部，隨後桑德拉取用維多莉亞的隨身小刀附加魔法自刎，留下「會先走一步迎接公主殿下」的遺言，身首分離而死。遺體被勞爾綁在「死之谷」空地的十字架上，靈魂被地獄之神召喚到勞爾面前，隨後地獄神召喚性格溫順公主試圖動搖她，但因桑德拉知道公主的本性，因此認出地獄神召喚的公主是假貨。勞爾成神後開始重新給他們分配新的刑場，並交由墮天使們處置。
艾米爾·奧克雷爾伯爵（エミール·オークレール， Emil·Auclair）
奧克雷爾伯爵家少爺。故事初期是維多莉亞的時任聯姻對象。個性懦弱膽小，有重度戀母傾向，害怕血腥與暴力。維多莉亞因為看上其外型、家世、方便操弄的愚味個性，故安排與之聯姻，實則透過產下理想的王室繼承者掌握權勢。在婚禮當日遭重生的勞爾操控，牽制維多莉亞的行動，私底下準備探視維多莉亞的時候，意外目睹被勞爾迷惑逃獄的桑德拉殺害衛兵們的景象。在維多莉亞試圖公開處決桑德拉的期間，因為預感到將有可怕的事情發生而感到恐懼。後來和母親一同加入「勞爾教」，被推為該教的傀儡主教。
勞爾二度重返人間期間對艾米爾進行活人審判，由於沒有在勞爾被處決時旁觀和心性純淨，連同其他沒有旁觀勞爾處決和心性純淨的倖存者被勞爾安排搭上「方舟」抵達「樂園」。
德洛麗絲
奧克雷爾伯爵之妻，艾米爾·奧克雷爾伯爵之母。對艾米爾抱持極端的寵溺和干涉態度，但也有照顧他人的一面。勞爾二度死亡後，和艾米爾一同加入「勞爾教」，負責輔佐艾米爾管理該教事物。勞爾二度重返人間期間對德洛麗絲進行活人審判，由於沒有在勞爾被處決時旁觀和心性純淨，加著德洛麗絲表態願意接受任何勞爾提出的條件換取艾米爾的平安，連同其他沒有旁觀勞爾處決和心性純淨的倖存者被勞爾安排搭上「方舟」抵達「樂園」，負責安排照顧其餘被接來「樂園」的平民。後續在火神襲擊「樂園」期間為保護艾米爾而犧牲身亡，多數「樂園」居民也死於火神的襲擊行動。事後勞爾親自安葬包括她在內的「樂園」犧牲者們，以示緬懷和紀念。
奧科斯特
庫爾茨王國重臣。在勞爾和國王晤談期間，因為表態認定屠殺魔族者是假冒勞爾身分的冒牌貨為時過早，被勞爾認定其懷疑他而使用暗魔法當場扭斷頸部。
布朗將軍（ブラウン，Brown）
全名艾倫斯特·布朗（エルンスト·ブラウン，Ernst·Brown），被譽為王國實力第一的獨眼劍豪，傳授勞爾作戰技巧的導師。勞爾首度復活重返人間時36歲。自尊心高，對外展現出磊落大方的形象。因為兒時便在戰場前線建立戰功，深受王國敬重，但在多年前受國王之託帶領手下前往勞爾居住的巴登村期間，被年幼時的克麗絲蒂安娜用言靈魔法操控，激發扭曲慾望後變成了嗜吃人肉的殘虐男子，並屠殺和食用包含勞爾的母親在內的巴登村居民，意外令勞爾的勇者之力覺醒，遂隱瞞自己做為屠殺事件主謀的身份將勞爾帶進勇者訓練營培訓作戰技巧，偕同桑德拉參與馬克里村的屠村行動。後由於被勞爾察覺其作為，成為勞爾重生後的復仇對象之一。
巴登村屠村事件多年後已婚並育有兩子，接獲王國發佈討伐勞爾的命令和殺害食用該名傳遞訊息的使者後，奉命追殺勞爾，途中因為遇見被其殺害的使者靈魂（實為勞爾運用魔法創造的幻象）而得知勞爾出現在家裡，警覺事有蹊翹折返家裡時發現妻子和傭人們已被勞爾殺害，與之對決敗北，最終懇求勞爾饒過自己的兒子未果，被對方斬斷雙手和凌遲強餵自己的身體部位，失血過多致死，遺體還被勞爾操控成為襲擊國立藥學研究所的傀儡，被研究所裡的怪物（狂戰士）一手拍散。事後勞爾將布朗家族與佣人們的遺骨安置在「死之谷」空地，其他上千名布朗將軍身邊參與屠村行動的將士們全員在國王的命令下，當著勞爾的面前在鬥技場內遭到處決。靈魂被地獄之神召喚到勞爾面前。在勞爾對抗地獄之神期間，地獄之神召喚了自己的妻兒出現在其面前，隨後將他們變成人肉料理，使他精神崩潰，在即將被地獄之神殺害之際喝下了利涅給他的藥，使他瞬間不死化。勞爾成神後開始重新給他們分配新的刑場，並交由墮天使們處置。
在漫畫番外篇為《將軍的房間》系列主角兼單元主持人，負責訪問劇中角色。番外篇首話訪問溫迪爾和克麗絲蒂娜對勞爾的觀感，和溫迪爾暗地吐槽對勞爾有好感的女性多是不正常的女性。
布朗的妻子
本名不詳，達·科斯塔卿的女兒兼尤塔涅斯的妹妹。出身自培育國家治癒師的名門家族，擅長製毒和煉藥，受丈夫影響養成嗜吃人肉和幫助其蒐羅被害者的習慣。在巡視自家庭院期間發現阿塔姆和柯尼被勞爾限制行動時，試圖用塗有劇毒的弓箭狙擊勞爾的頭部後方替孩子們解危，結果被勞爾啟動魔法力量反彈的箭矢射中心臟，毒發身亡，被勞爾命令阿塔姆和柯尼仿照布朗將軍處置勞爾母親的遺體的方式處理屍體，固定在庭院的樹上。
勞爾將阿塔姆和柯尼囚禁在地牢期間，發現她製作藥物控制被害者的證據，反利用她的特製藥劑令阿塔姆和柯尼神志不清，同時以此事掌握達·科斯塔卿和尤塔涅斯參與人體實驗的罪證。事後勞爾將布朗家族和傭人們的遺骨安置在「死之谷」空地。
阿塔姆&柯尼（アダム&コニー Adam & Connie）
布朗將軍和妻子所生的長子和次子。被父親影響養成冷酷的性格。待在自家庭院虐待飼養的魔物期間，不但被勞爾趁機用繩索限制行動、要求協助處理布朗夫人的屍體，還被勞爾使用布朗夫人製作的秘藥造成神智不清，並被強迫吃著父母的肉，連同布朗將軍被勞爾殺害，事後勞爾將布朗家族和傭人們的遺骨安置在「死之谷」空地。
恩理科（エンリコ，Enrico）
負責看管布朗將軍住宅馬廄的傭人（小說版則是園丁）。在布朗將軍外出期間，連同其他僕人被勞爾逮住，挖掘出被害者的遺骨和透露布朗將軍的情報。事後勞爾殺害恩理科和其他傭人，使用黑暗魔法讀取了布朗將軍命令傭人們協助處理食人殘骸的證據，將布朗家族和傭人們的遺骨安置在「死之谷」空地。
利涅·貝內克（リーネ·ベネケ，Rinne·Beneke）
座落靜養處阿盧德曼國立藥學研究所的女性研究者。個性冷血，熱衷人體實驗和蒐藏人體，擅長推理分析。因為進行人體實驗和開發了會讓服用者變成失去理智的怪物（狂戰士），15分鐘內不飲水解毒便會自爆死亡的禁藥，導致包含為了幫助勞爾而被當成實驗者的志願軍和其他81名受實驗者死去，成為勞爾重生後的復仇對象之一。在研究所和達·科斯塔卿、尤塔涅斯遭勞爾控制布朗將軍的遺體發動攻擊，所有研究員受禁藥變成怪物互相殘殺自爆後，遭易容成盧卡斯的勞爾施展幻術落入陷阱俘虜，透露被迫服下禁藥的志願軍因為諾爾村居民拒絕提供飲水而失救死亡的訊息，最終被勞爾運用魔法強制體驗受實驗者生前遭受的痛苦和強餵毒劑折磨，被迫連續調製解藥和服用毒藥42次，導致身體無法承受毒藥的劑量和副作用而死。遺體被勞爾綁在「死之谷」空地的十字架上，且屍體已開始腐爛，靈魂被地獄之神召喚到勞爾面前。勞爾成神後開始重新給他們分配新的刑場，並交由墮天使們處置。
盧卡斯·艾卡特（ルーカス·エッカート，Lucas·Eckart）
軍事司令輔佐。嗜錢如命且性情狡詐，經常負責協助利涅處理實驗後的殘骸，據尤塔涅斯形容有著足以匹敵兩百名士兵的戰鬥實力。為格蕾西·艾卡特的弟弟。過去在勞爾擔任勇者時期，曾經加害協助勞爾的直屬士兵，被勞爾列為復仇對象之一。在襲擊國立藥學研究所的事件前被勞爾灌錢撐爆身體而亡，勞爾幻化成他的容貌設局向利涅展開復仇行動。死後靈魂被地獄之神召喚到勞爾面前。見證了克麗絲蒂安娜的「解脫」後，因受夠了不斷的受苦，打算讓地獄之神超渡自己，卻反被勞爾阻止。勞爾成神後開始重新給他們分配新的刑場，並交由墮天使們處置。
達·科斯塔卿（ダ·コスタ，Dha·Costa）
國立藥學研究所的負責人，布朗將軍妻子和尤塔涅斯的父親。要求利涅研發出不死軍隊的技術，對受實驗者誆稱可獲得金錢援助，誘騙受實驗者服用令服用者變成同類相食怪物（狂戰士）的禁藥，成為勞爾重生後的復仇對象之一。因為得知布朗將軍一家遇害的訊息感到恐慌，在研究所和利涅、尤塔涅斯遭勞爾控制布朗將軍的遺體發動攻擊後，和尤塔涅斯為了避免被勞爾清算，試圖將責任推給利涅，被勞爾殺害和借用其屍體施展幻術設局困住利涅。在漫畫番外篇《公主的房間》中再次登場，因長相醜陋而沒有被地獄神召喚，且自己對此事毫無知覺。
尤塔涅斯（ョハネス，Johanes）
達·科斯塔卿的兒子，布朗將軍妻子的兄長。在勞爾作為作為冒險小隊出發討伐魔王的期間，以號召志願者組成軍團幫助勞爾為由，將令服用者變成同類相食怪物（狂戰士）的禁藥交給不知情的人們服下，造成被實驗者相食而死，成為勞爾重生後的復仇對象之一。後來和父親為了避免被勞爾清算，試圖將責任推給利涅，被勞爾殺害和借用其屍體施展幻術設局困住利涅。在漫畫番外篇《公主的房間》中再次登場，因長相醜陋而沒有被地獄神召喚，且自己對此事毫無知覺。
溫迪爾·布拉卡姆（ウェンディル ブラカム，Wendel·Blackham）
勞爾的昔日冒險夥伴兼勇者訓練營的同期，大魔導士。已知擁有使用最高階火焰魔法、幻形魔法和空間移動魔法的能力，有時候會運用魔法製造幻影分身行動。因為出色的容貌備受女性歡迎，但會將被他玩弄感情懷孕的女子貢獻給貴族作為玩物處理掉。背地瞧不起勞爾，認為後者只是用來提升自己身價的愛哭墊腳石。重視權力、名譽、利益，為成為王國掌權者不惜運用手段買通權貴和調查王室機密，其實精神十分脆弱，相當重視面子，尤其是別人對自己的看法，對於失去利用價值的對象會毫不猶豫地拋棄他們。
過去和勞爾、克麗絲蒂安娜奉維多莉亞的命令組成冒險小隊討伐魔王，但在冒險期間被克麗絲蒂安娜激發內心的慾望後，偕同其他人士與維多莉亞串通，暗地向維多莉亞通報克蕾雅所在的教會位置，背叛勞爾致其被捕，成為勞爾重生後的復仇對象之一。重生後的勞爾第二次向維多莉亞展開復仇行動期間，溫迪爾利用幻影分身出席桑德拉的處刑現場，被勞爾當眾運用魔法回朔至維多莉亞囚禁勞爾的時間點，向群眾公開溫迪爾出賣他的真相後破除其創造的幻影。
為了掌握權貴的把柄和賺取財富，與卡梅隆·雅琳加姆一同違法俘虜和販賣魔族奴隸。曾用催眠魔法控制艾達的母親和妹妹，並向艾達誆稱願意介紹在王都作為律師的貴族給他們認識，並藉此將他們一家全數滅口，被庫爾茨王國國王和西奧多列為討伐對象。在卡梅隆被勞爾、西奧多、魔族奴隸凌虐致死期間作壁上觀，勞爾將試圖脫逃的溫迪爾捉回魔空間競技場，透過魔力屏幕向觀看兩者對決的人類和魔族奴隸宣示令他無法脫逃後，不但向觀看此事的眾人揭露他的罪行使他身敗名裂，還運用暗魔法令其陷入經歷兩千多種酷刑凌虐死亡方式的幻覺循環，最終被勞爾施展暗魔法的幻覺折磨至精神崩潰而完全停止思考。
在漫畫番外篇《將軍的房間》第8話被布朗將軍吃掉，再度刷新死亡記錄。
克麗絲蒂安娜·奧爾科特（クリスティアナ・オルコット，Christiana Alcott）
勞爾的昔日冒險夥伴。擅長運用神聖魔法進行攻擊、治療、操控指定對象的聖女。個性看似自來熟，在非正式場合經常用撒嬌的語氣和他人對話，實則腹黑和心態扭曲，淫亂且擁有強烈的受虐癖傾向，對勞爾有好感。幼年時期某夜獲得愛之女神的感召，開始實踐散播「愛」的行動，曾運用神聖魔法唆使父母和其他人自盡身亡，此後經常以救贖為名義，利用神聖魔法瓦解當事者的理性並挖掘出對方的內心慾望，造成當事者自我毀滅，有時候也會色誘當事者完成自己的目的，是造成勞爾及其親友陸續被布朗將軍、溫迪爾、維多莉亞陷害冤死的罪魁禍首，被重生後的勞爾重列為復仇對象之一。
重生後的勞爾第二次向維多莉亞展開復仇行動期間，於桑德拉處刑當日向群眾公開克麗絲蒂安娜操控維多莉亞的真相，克麗絲蒂安娜和勞爾宣佈了國王廢除維多莉亞公主頭銜的聲明書，以不願當叛國賊為由拒絕幫助她制伏勞爾，向王國騎士團說明不再需要聽命於維多莉亞的事實，連帶讓王國士兵和圍觀群眾離棄維多莉亞。
因為勞爾的暗中策畫，被多數的王國居民舉報為魔女遭到逮捕，在勞爾向溫迪爾復仇的兩個月後，出席法庭聽候發落，被國王囚禁在地牢中任魔物輪姦期間親自殲滅魔物，色誘衛兵途中被勞爾制止。在法庭受審期間被包含阿姨和勞爾在內的證人指控罪行，加著擔任自己辯護律師的希姆捏造偽證的事跡敗露，在眾目睽睽的情況下使用神聖魔法操縱對方從法庭的窗台跳樓自殺，被目睹事情經過的法官宣判為魔女，處以火刑，遺體被勞爾安置在「死之谷」的空地上。靈魂則在經由勞爾帶領抵達地獄沒多久，見識包含父母在內、被她以救贖為名義摧毀內心的靈魂遭受的刑罰，造成信仰崩潰陷入絕望，被曾經加害的靈魂們拖入滾燙的血池，反覆經歷從燃燒之橋跌落血池的折磨。靈魂後來被地獄之神召喚到勞爾面前，一度被地獄之神石化和超渡，經由勞爾威脅地獄之神重新復原。勞爾成神後開始重新給他們分配新的刑場，並交由墮天使們處置。
在漫畫番外篇《將軍的房間》首話接受訪問期間表達對勞爾、溫迪爾和布朗將軍的好感，被溫迪爾和布朗將軍暗地吐槽「對勞爾有好感的女性居然都是這類怪咖」。
古斯塔夫（Gustave）
村莊的神官，勞爾重生後的復仇對象之一。為人貪婪且愛好權勢，憑藉自身職權壓榨信徒索討金錢，經常使用水刑拷問殺害犯人。因為出賣勞爾的姊姊克蕾雅（漫畫版增加與村莊裡的神官們輪姦克蕾雅的劇情），導致後者及其他村民遇害，被重生後的勞爾列為復仇對象之一。在自家住宅被勞爾鎖定威脅後試圖求饒未遂，被勞爾用水刑殺害並冒用他的身份現身於維多莉亞的婚禮，向後者展開復仇行動，其他黑心神官亦被勞爾清算殺害。勞爾運用暗魔法製造幻覺折磨溫迪爾的期間，曾變化出古斯塔夫等人的形象報復溫迪爾。在漫畫番外篇《公主的房間》中再次登場，因長相醜陋而沒有被地獄神召喚，且自己對此事毫無知覺。
翰斯（ハンス，Hans）
居住在勞爾的故鄉巴登村的村民，數年前在巴登村遭襲擊時僥倖逃出被艾倫斯特·布朗將軍設局屠村的村莊，向勞爾和菲娜蕾提出警告。
泰迪（Teddy）
與兄長在貧民窟相依為命的男孩，兄弟倆是促使重生後的勞爾向國立藥學研究所和諾爾村復仇的關鍵人物。在魔族襲擊聚落時被魔族強行破壞雙眼而失明，連當時和勞爾隨行的克麗絲蒂娜也無法治癒其雙眼。勞爾對兄弟倆的遭遇感同身受後，將隨身攜帶的短劍贈與泰迪的兄長和勉勵後者，令泰迪的兄長感動之餘決定和其他志願者從軍幫助勞爾，卻連同其他志願者被尤塔涅斯設局服用令服用者變成同類相食怪物（狂戰士）的禁藥，在來不及喝水解毒和遭諾爾村居民拒絕提供飲水的狀況下死去。
諾爾村居民
長期依靠臨近國境的地理優勢，劫殺難民和旅人謀財的村莊，因為村長在尤塔涅斯設局讓志願軍服用令服用者變成同類相食怪物（狂戰士）的禁藥後，要求被當成實驗者而變成怪物的志願軍付錢才願意提供飲水，導致志願軍們失去救援機會自爆而死，甚至還帶領村民們偷走志願軍的遺物，被重生後的勞爾重列為復仇對象之一。
勞爾為了替泰迪兄弟復仇，讀取被害者遺體獲得他們的生前記憶，運用魔法呈現諾爾村居民謀財害命的過往，不但讓成年居民們陷入目擊孩子們暴斃、重複旅行至礦山村莫爾托克村的幻影，還將他們引至莫爾托克村，道出諾爾村居民長期謀財害命的事實，最終諾爾村成年居民們遭莫爾托克村守衛隊投擲石塊反擊致死（漫畫版追加莫爾托克村的守備者認出亡妻做給女兒們、被勞爾從村民手裡取回的緞帶，還有勞爾操控攻擊莫爾托克村的大門，仿照村長拒絕施捨志願軍的手法，令村長完全發瘋而負傷致死的劇情）。剩餘的未成年居民則被勞爾運用魔法催眠參與軍隊。後來村長在漫畫番外篇《公主的房間》中再次登場，因長相醜陋而沒有被地獄神召喚，且自己對此事毫無知覺。
莫爾托克村
礦山區域的村莊，因為諾爾村劫殺外地人士的行動，造成失蹤事件頻傳。後由於勞爾向莫爾托克村守備隊揭露諾爾村居民的作為，導致守備隊出於憤怒與防禦村莊的理由，投擲石塊將除了村長以外的諾爾村成年居民全數砸死。
卡梅隆·雅琳加姆（Cameron·Allingham）
專門俘虜凌虐和販賣魔族奴隸牟利的商人，同時也是出資贊助達·科斯塔卿和利涅進行非法實驗的幕後金主。曾暗地幫助溫迪爾將被玩弄懷孕的女子引渡給貴族當玩物，也在魔族混血公主西奧多失勢遭俘虜時凌辱虐待她。因為和溫迪爾串通進行魔族奴隸買賣，加著殺害曾任會計的查爾斯及其家屬，被庫爾茨王國國王、勞爾、西奧多列為討伐對象。後來勞爾和西奧多與昔日被虐待的魔族奴隸聯手合作，將卡梅隆囚困於魔空間競技場輪流施虐，導致卡梅隆身受重傷，失去雙眼、生殖器、四肢，失血過多致死，遺體被勞爾利用暗魔法製成折磨溫迪爾的穢物。在漫畫番外篇《公主的房間》中再次登場，因長相醜陋而沒有被地獄神召喚，且自己對此事毫無知覺。
艾達·迪拉（エイダ·テイラ，Ada·Taylor）
精通幻形魔法，與父母和妹妹居住在森林邊緣的少女魔法使。父親被溫迪爾和卡梅隆殺害。在父親死後，前往探望被父親所救的西奧多，其後與之成為朋友。後來在前往王都的途中遭到溫迪爾欺騙並和家人一同遭到殺害，自己還被溫迪爾和卡梅隆姦殺，之後西奧多藉由幻化成她的模樣向他們復仇並同時接近勞爾。
查爾斯·迪拉（チャールズ·テイラ，Charles·Taylor）
艾達·迪拉的父親。為人正直善良，生前曾任卡梅隆·雅琳加姆的會計。因緣際會救了魔王的妹妹西奧多並把她藏匿。後由於發現雅琳加姆和溫迪爾串通，專門俘虜凌虐和販賣魔族奴隸牟利的事蹟，試圖向王都舉報雅琳加姆，被雅琳加姆的手下發現並捆綁在馬匹後方拖行致死，遺體則被支解送回給妻子和艾達作為警告。
希姆（Him）
國境內的律師。經常與委托者串通和利誘檢驗官，編造有利己方的偽證提升勝訴機率。受庫爾茨王國國王的委托，擔任克麗絲蒂安娜的辯護律師，但由於勞爾運用魔法令法庭檢驗官支持他的立場、檢驗官鑒定出維多莉亞的身上殘留克麗絲蒂安娜的魔力痕跡，被當庭揭發製造偽證的罪行，隨後向克麗絲蒂安娜求救未果，反被她利用神聖魔法操縱行動，從法庭的窗台墜樓摔死。
漫畫版於死後墜入貪婪地獄，連同其餘生前被克麗絲蒂安娜影響墮落的亡者糾纏克麗絲蒂安娜。
薩拉·莫蘭拉
庫爾茨王國直屬國王麾下的國家魔導士長，熱衷精研黑魔法，視人命如草芥。登門拜訪巴拉德，請求對方奉獻自身為啟動魔法的祭品，作為對抗勞爾的手段。試圖透過黑魔法復活勞爾相關人士的遺體，以困住勞爾的行動，後由於勞爾陸續控制部屬的精神，準備犧牲部屬的靈魂施展黑魔法封印對方，反被勞爾搶先使用闇魔法反擊抽走靈魂而死，連同其餘國家魔導士陷入來回切換生死的狀態。
雷普利·巴斯（リプリー・バース）
小說第3卷登場。國家魔導士長補佐役，在團隊裡負責承接上司薩拉和同僚們推給他處理的眾多事務，對上司和其餘同僚的品行作為頗為不滿。登門拜訪巴拉德，請求對方奉獻自身為啟動魔法的祭品，作為對抗勞爾的手段。施展幻惑魔法試圖困住勞爾，在艾絲梅拉爾達、贊庫陸續敗陣後，先是被勞爾施展魔法控制精神，陷入消極狀態宣洩對團隊和國家的不滿，接著被勞爾使用闇魔法抽走靈魂而死，連同其餘國家魔導士陷入來回切換生死的狀態。
阿提克斯
國家魔導士，個性謹慎退縮怕麻煩的青年。不願退休的原因是不能合法殺人。出手鎮壓王都的暴動，提醒謝伊與凱勒提防勞爾的黑魔法和分析局勢，結果被凱勒認為蔑視國王，遭凱勒用魔法將身軀切碎致死。為最先陣亡的國家魔導士。
凱勒
國家魔導士。個性極端狂熱。忠於國王的青年。出手鎮壓王都的暴動，以阿提克斯對國王不敬為由殺死對方。偕同同僚們出巡，在艾絲梅拉爾達、贊庫、雷普利敗給勞爾後，先是被勞爾施展魔法激發受虐癖，接著被勞爾使用闇魔法抽走靈魂而死，連同其餘國家魔導士陷入來回切換生死的狀態。
謝伊
國家魔導士，個性冷血喜愛權力的少女。出手鎮壓王都的暴動，對凱勒急於出手殺死阿提克斯的作為不認同，但漠視阿提克斯的死亡。偕同同僚們出巡和對抗身陷幻惑魔法的勞爾，見證同僚陸續敗陣試圖逃跑，被勞爾截擊和受魔法激發施虐癖，接著被勞爾使用闇魔法抽走靈魂而死，連同其餘國家魔導士陷入來回切換生死的狀態。
艾絲梅拉爾達
國家魔導士，個性衝動的少女。偕同同僚們出巡，見及被毀的王都後，提出完成任務便請求國王將學術都市定為新首都的想法。試圖用魔法攻擊身陷幻惑魔法的勞爾未能奏效，因為出言侮辱勞爾的已故親友，被勞爾施展魔法重創，接著被勞爾使用闇魔法抽走靈魂而死，連同其餘國家魔導士陷入來回切換生死的狀態。
贊庫
國家魔導士，愛吃東西的肥胖男子。由於需要儲備魔力容易饑餓，擅用能將生物變成食物的魔法，以聆聽被食用犧牲者的哀嚎為樂。偕同同僚們出巡，在對抗勞爾的過程見證艾絲梅拉爾達陣亡，先是被勞爾施展魔法變成麵包敗北，接著被勞爾使用闇魔法抽走靈魂而死，連同其餘國家魔導士陷入來回切換生死的狀態。
格蕾西·艾卡特
盧卡斯·艾卡特的姊姊。個性喜好奢華，輕視人命，經常用弟弟盧卡斯從事不法勾當得來的金錢享樂。因為勞爾殺害盧卡斯，對勞爾抱持恨意，參與協助國家魔導士執行暗魔法的儀式。自願作為黑魔法的材料，在儀式中被鈍刀鋸斷頭部。
布拉卡姆將軍（ブラカム將軍）
自布朗將軍去世後接替其職位。性格急躁且殘暴嗜虐，自勇者見習營時期便和布朗將軍處於競爭關係，經常針對後者。受國王旨意討伐勞爾，原本奉命將昔日加害勞爾的復仇對象的家屬們帶給勞爾處置，反被勞爾利用加害者家屬們不甘被牽連的心態以言語挑唆，最終被加害者家屬聯合攻擊致死。
亞歷克斯&蘿拉
勞爾在王國審判國民期間遭遇的國民夫婦，育有兩名兒女。夫婦倆結婚多年，但是蘿拉認為丈夫亞歷克斯為照顧父親反讓她承擔過多的家庭責任，趁著亞歷克斯沒留意時殺了他的父親。後來勞爾在審判國民期間揭發蘿拉的心性和罪行將她判處墜落地獄受罰，亞歷克斯和兒女們雖然通過審判遷居「樂園」，但由於亞歷克斯不滿勞爾的作為有意反抗，被勞爾看穿心思和透過審判檢測出亞歷克斯心性黑化的跡象，勞爾念及同為復仇者的同理心與管理「樂園」的立場，僅將亞歷克斯從「樂園」放逐回王國，並委託「樂園」的居民們協助照顧夫妻倆的兒女。

### 神明
愛之女神（愛の女神）
本作大多數悲劇的始作俑者。司掌愛和接引往生者，同時會依照往生者轉生前的願望給予祝福的女神。外型美麗，但有嚴重受虐癖傾向，對勞爾抱持病態的單戀情感，被勞爾形容為「腦袋有問題的變態女神」和視為利用對象，是多年前向克麗絲蒂安娜灌輸理念、造成克麗絲蒂安娜心態與行為扭曲，還有附身維多莉亞侵犯勞爾的罪魁禍首。漫畫版中其個性極度淫蕩，除勞爾外還與許多相貌俊美的男性發生肉體關係，每當遇上相貌俊美的男性時會用甜言蜜語欺騙對方，之後會無情拋棄失去價值的男性。初次接引往生的勞爾時賦予其解救眾生的責任，親自封印後者的暗魔法力量，勞爾遭維多莉亞陷害死去後，為自己導致他遭陷害死亡感到愧疚，顧及勞爾被封印的禁忌力量危險性，雖有所擔憂但最終決定違背「讓未經淨化的靈魂回歸人界」的規定，冒著被褫奪神格的危險實現後者的請求，幫助他取回被封印的力量和重返人界實現復仇願望。
小說單行本第2卷和第3卷再度現身。說明自己因為先前擅自復活勞爾，受神界懲罰失去左臂，為了幫助勞爾前往地獄而犧牲右眼召喚能夠穿梭地獄的馬車（漫畫版追加勞爾在地獄向克麗絲蒂安娜展示愛之女神受虐癖傾向），向他透露地獄主宰的情報。勞爾利用暗魔法讀取記憶和天界封印的禁忌神器「神殺之鐮」的訊息，欺騙她從天界盜得「神殺之鐮」交給他後，隨即因為愛之女神失去利用價值，用暗魔法召喚半獸人將她凌辱至死，她的心臟則被勞爾吃掉。
在番外漫畫《將軍的房間》單元以健全姿態現身受訪。反省自己對勞爾表達愛意的方式過分扭曲，經過半獸人的輔導指教，對勞爾的感情轉變成健康的單推宅。
地獄之神（地獄を司る神）
小說第3卷登場。司掌地獄的神明，主要負責在地獄審判和制裁罪人的靈魂，也會阻止闖入地獄的人類靈魂離開地獄，擁有消滅與恢復靈魂形體的能力。持有可映照當事者的靈魂顏色、藉此判斷當事者罪孽程度的水晶。由於曾經在神明會議投下讓勞爾以救世主身分前往人界的贊成票，但事實上本身沒有讓其拯救世界的打算，純粹只是為了以勞爾為賭博的籌碼，並以純粹娛樂的心態讓其成為救世主，但卻在與戰爭之神的打賭中輸掉賭局，憤而將矛頭指向勞爾，為此在勞爾被維多莉亞等人陷害遭處刑時，連同其他11位神明投下反對解救勞爾的反對票，成為勞爾的復仇目標之一。在勞爾闖入地獄的期間與之過招敗北，被他設局簽訂力量轉讓契約騙取分辨靈魂善惡的水晶和身為神明的力量，遭勞爾使用愛之女神從天界竊取的「神殺之鐮」殺死，由勞爾取代祂成為繼任地獄主宰者，也是本作第一個被勞爾殺死的神明。
美之女神
司掌美的女神，在連同其他11位神明針對是否解救被維多莉亞處刑的勞爾時，投下反對票，成為勞爾的復仇目標之一。
酒之神
司掌酒的神明，在連同其他11位神明針對是否解救被維多莉亞處刑的勞爾時，投下反對票，成為勞爾的復仇目標之一。
絕對神
喜歡女性胸部的神明，有著嬰兒般的外表，經常和妻子形影不離。為所有神明中地位最高的存在，擁有召開眾神會議、賦予神明權限和處分神明的權利，在連同其他11位神明針對是否解救被維多莉亞處刑的勞爾時，投下反對票，成為勞爾的復仇目標之一。後來勞爾掌控地獄後，本打算勸說火神不要干涉勞爾，但在火神的逼迫下只好批准，但為了以防萬一，另外派音樂之神和戰爭之神前去協助。
鍛造之神（鍛治を司る神）
司掌鐵匠的神，對於勞爾殺死地獄之神並掌控地獄十分憤怒。
音樂之神（音楽を司る神）
司掌音樂的神。
豐饒女神
司掌豐饒的女神，連同其他11位神明參與會議，討論是否解救被維多莉亞處刑的勞爾，投下反對票，成為勞爾的復仇目標之一。
戰爭之神
司掌戰爭的神明，曾經和地獄之神打賭獲勝，在連同其他11位神明針對是否解救被維多莉亞處刑的勞爾時，投下反對票，成為勞爾的復仇目標之一。
火神（火を司る神）
小說第4卷登場。司掌火的神明，穿著魔女服的男神，自尊心強且脾氣容易衝動，擅用武器為雙環，擁有被斬首也能迅速再生的能力。其實是前代火神的弟弟，繼承兄長的頭銜與神格成為代理人。在眾神會議堅持下凡討伐勞爾，襲擊勞爾管轄的「樂園」導致該地多數居民傷亡，與出面阻止他的勞爾交戰，勞爾為懲罰傷害「樂園」據點居民的火神，利用此前讀取愛之女神記憶分析出其弱點，將其被斬首的頭顱堆連同火神本人一併擊飛。

### 霍拉巴哈國
魔王
魔族的領導者，西奧多的姊姊。過去被維多莉亞命令勞爾、溫迪爾、克莉絲蒂安娜加以討伐。
西奧多（テオドール，Théodora）
魔族國家「霍拉巴哈國」公主，魔王同父異母的妹妹，是上代魔王和人類女性所生的混血兒，艾達·迪拉（Ada·Taylor）的好友。雖然在魔族裡擁有最弱的暗屬性力量，但受此影響能減少神聖魔法的傷害，魔法天賦是魔族中的吊車尾，只能使用幻形魔法。過去在姊姊被勞爾等人的小隊討伐時倖免於難，但後來被雅琳加姆俘虜，飽受雅琳加姆強暴虐待，獲得艾達的父親查爾斯救援並與艾達成為朋友。查爾斯一家接連遇害後，為了替被勞爾等人討伐的姊姊和被溫迪爾、卡梅隆害死的艾達復仇，兼顧救出被販賣為奴隸的魔族，透過「二重幻形魔法」偽裝成艾達與勞爾接近進行魔族奴隸買賣的溫迪爾和卡梅隆。起先不認同勞爾「復仇帶來愉悅」的觀點，但在合作過程中受魔族奴隸感謝的影響而沈浸解救弱者的感受，逐漸變得和勞爾同樣熱衷復仇。事成後試圖向勞爾尋仇未果，被勞爾取用卡梅隆的金庫鑰匙作為交涉金援魔族奴隸的條件動搖。回想好友艾達慘死的過去後無奈之下答應勞爾的條件。
勞爾向庫爾茨王國國王稟報除去溫迪爾和卡梅隆的訊息，聲稱為防範魔族藉口為魔王復仇發動叛亂，已將涉及事件的魔族燒死。趁著勞爾處理克麗絲蒂安娜的遺體期間，使用附加神聖魔法的箭矢和匕首重傷對方（實為勞爾刻意用言語刺激西奧多殺害他的肉身，藉此讓靈魂前往地獄向克麗絲蒂安娜復仇），引來動物啃食後者的身體，但同時為自己完成復仇心願一事百感交集。歸國後處於消極狀態而不思飲食，直至得知勞爾回歸的消息才重新振作，盡管不甚同意他的行事作風，仍為了復仇策略再度同意合作。
達米安
魔族國家「霍拉巴哈國」的文官長，外型清俊，言談舉止文雅的魔族青年。與基里爾交情甚篤，兩者自西奧多兒時便負責照顧她，在西奧多的姊姊遇害時救走西奧多，但後來和西奧多失散。西奧多歸國後，為其精神不濟且不思飲食擔憂，懇求西奧多為了魔族重新振作。
基里爾
魔族國家「霍拉巴哈國」的騎士團長，外型結實，個性堅毅的魔族青年。與達米安交情甚篤，兩者自西奧多兒時便負責照顧她，在西奧多的姊姊遇害時救走西奧多，但後來和西奧多失散。勘查和回報庫爾茲王國陷入內戰、獲救魔族試圖奪回港口城鎮特爾特的消息。西奧多歸國後，為其精神不濟且不思飲食擔憂，懇求西奧多為了魔族重新振作。

## 設定
| 用語       | 簡介 |
| ---------- | --- |
| 種族       | 本作中登場的智慧種族，已知種族如下： - 人類：生活在現世（人界）的重要種族，與大部分的魔族對立，能力依個體而定。 - 神明：較人類高階，能影響世界的種族，但並非永生不死。神明大多數待在神之國，但也有駐留地獄的存在，權位與能力最高者為絕對神。眾神會舉辦名為「眾神會議」的特殊會議，針對神界和人界進行重大決策（例如決定賦予世界審判權的人類、懲處違規的神明等）。違反神界規則的神明，將會付出失去身體部位的代價，情節嚴重者如犯下重大過失或其他罪行會被褫奪神格。除此之外，神明可藉由簽訂特殊契約借出自身力量給指定對象，直至次回和借用者碰面為止，但是出借力量的神明死亡，力量則會歸屬於借用者。當神明被他人殺害後，權限和能力都會轉移至殺害神明的對象身上，但需要經過絕對神核准通過才能真正運用能力。且神明一旦死亡，屍體過一段時間便會完全消失。 - 魔族：天生俱備暗屬性力量的種族，依照個體天賦可掌握一種至多種的魔法。雖然多數族人與人類為敵，但也有少數特例。能和人類結合生育混血後代。 - 墮天使：僅留守地獄的特殊種族，無條件忠於地獄主宰者，且地位和奴隸無異。可經由地獄主宰者的指揮穿梭於人間和地獄。                                                              |
| 屬性       | 亦即個體或法術的魔法屬性，擁有屬性生剋的特性。個體擁有特定屬性的力量越是強大，遭剋制屬性攻擊或影響時的傷害程度亦成正比。 |
| 死後世界   | 往生者靈魂抵達的特殊世界。大多數在人界死去的往生者靈魂，需要在名為「審判之門」的區域接受門衛審判，依照生前的功過和罪孽程度，決定接下來的靈魂去向，分別是「前往神明所在的神之國」、「重新轉生」、「墜入地獄」。但也有像勞爾等不需要通過「審判之門」，可直接會見神明的特殊案例。 往生者靈魂中，能前往神之國的靈魂幾乎是鳳毛麟角。九成的往生者會獲得重新轉生的資格，需要前往純白的空間領域，接受神明的淨化，才能進行轉生。神明會聆聽轉生者的請求，為他們實現願望，同時會依據當事者靈魂的力量威脅性，決定是否在轉生前封印他們的力量。剩下一成罪孽深重的往生者靈魂，則會被轉移至地獄，不但永遠無法脫離該處，還會依照生前的罪行接受酷刑制裁，甚至是被消滅。地獄主宰者擁有命令指揮墮天使的權限，一旦時任地獄主宰者殞落，墮天使會擁立擊敗地獄主宰者的對象成為繼承者。 勞爾成為繼任地獄主宰者後，在人間清算庫爾茨王國國民罪行時首度採用活人審判，被裁定罪行深重者的肉身會被墮天使立即殺死，靈魂則會隨之帶進地獄。 |
| 神之國     | 多數神明居住的世界，僅有極少數的往生者靈魂或俱備相當實力的人類才能涉足此處。 |
| 庫爾茨王國 | 本作中人類重要的政治核心，表面發展繁榮，其實暗藏著政治鬥爭和許多犯罪事件。溫迪爾曾形容該國的王親國戚「無一例外都是可笑的人渣」。服侍王國維持治安和出戰的武者分為將軍、騎士團、士兵，騎士團均由文武雙全的貴族子弟擔任，將軍則同時管理培育未來勇者的「勇者訓練營」。法庭審理犯人時除了由法官審查判決，還會配置能夠檢察當事者附加魔法的「檢驗官」輔助調查，被告則可以聘請律師在法庭爭取權益。王國信仰多神教派，但同時也有研究科學的部門。權貴人士可擁有多名妻室。 勞爾首次復活回歸人間時，鎖定特定的王國人士復仇，導致王國動盪不安，隨著勞爾二度死亡後，雖然眾人一度放下了心中的恐懼，但由於王國境內一連串爆發瘟疫、洪水等災難，有部分的民眾便認為這是勞爾對世人的懲罰，民眾紛紛向勞爾求饒和贖罪並組成「勞爾教」，與此同時對勞爾懷有怨恨的民眾們也紛紛組成支持王室對抗勞爾及其教信徒的「國王派」，造成庫爾茨王國陷入內戰狀態。隨後勞爾從地獄回歸後帶領著墮天使再度清算該國人們的罪行，勞爾先是殺害重罪人士，隨後變化出奢華的城鎮仔細審視剩下罪刑不構成重罪的民眾們，將受慾望趨使導致罪行加重者處決，剩餘心性未被徹底玷污者則被安排乘上「方舟」抵達勞爾安排的真正的「樂園」。 |
| 霍拉巴哈國 | 本作中魔族軍重要的據點。 |
| 「樂園」   | 勞爾從地獄回歸、對庫爾茨王國全國平民進行活人審判後，為剩餘心性未被徹底玷污者安排的居住所。為懸浮空中的城鎮土地，須透過魔法或搭乘飛型載具才能抵達，東方為居住區，北方有能夠捕魚的水域和設立神殿，南方則是提供居民耕作的土地。在此居住者每個星期需要在神殿的鐘聲響起時接受再審檢視心性，倘若心性出現被玷污的跡象則會失去居住「樂園」的資格墜入地獄。 |
| 道具       | - 神殺之鐮：唯一能殺死神明的武器。原本被安置在神之國，後來被勞爾教唆愛之女神竊取，目前由勞爾持有。 - 判別善惡的水晶：地獄之神用來判讀當事者罪行和靈魂心性程度、決定靈魂歸屬處的水晶球，顏色變化混濁程度與受審者的罪行輕重和靈魂汙穢程度成正比，若是心性善良且沒有任何罪行的受審者則會映照出清澈的顏色。目前由勞爾持有。 - 方舟：外型巨大的飛行船隻，勞爾用來運送心性純善者前往「樂園」的交通工具。 |
| 宗教、組織 | - 勞爾教：將勞爾奉為神明崇拜的宗教，自勞爾前往地獄期間由對勞爾心生恐懼的民眾們及勞爾的崇拜者們成立。在勞爾前往地獄期間庫爾茨王國頻頻發生水災和瘟疫等災難，民眾因此認為這些災難皆是勞爾對世人的懲罰，並紛紛向勞爾求饒和贖罪，致使該教的誕生。由於迫害感染病患者的事情，被國王派人士抹黑為邪教。事實上該教確實有多數信徒經常冒用勞爾之名行犯罪之實。勞爾從地獄回歸後，開始清算包含該教派在內的庫爾茨王國人們的罪行。 - 國王派：庫爾茨王國支持王室的派系。在勞爾前往地獄期間，由於「勞爾教」的興起、該教信徒經常冒用勞爾之名行犯罪之實和迫害感染病患者，對勞爾和「勞爾教」抱持敵意的民眾為了與之抗衡，開始支持王室剷除勞爾及其教信徒。勞爾從地獄回歸後，開始清算包含該派系在內的庫爾茨王國人們的罪行。 - 國家魔導士：隸屬庫爾茨王國直屬國王的菁英魔導士集團，擁有可任意除掉異己和規避軍隊限制的權限。實力強大，甚至號稱大魔導士的溫迪爾連給他們提鞋也不配，自從勞爾復活後受國王的批准開始研究黑魔法。最終全員於討伐勞爾的行動中全軍覆沒。 |

## 出版書籍

### 小說
| 冊數 | 集英社        | 集英社                 |
| 冊數 | 發售日期      | ISBN                   |
| ---- | ------------- | ---------------------- |
| 1    | 2019年2月8日  | ISBN 978-4-08-704019-7 |
| 2    | 2019年9月10日 | ISBN 978-4-08-704022-7 |
| 3    | 2022年6月10日 | ISBN 978-4-08-704027-2 |
| 4    | 2024年3月8日  | ISBN 978-4-08-704028-9 |

### 漫畫
| 冊數 | 集英社         | 集英社                 | 青文出版       | 青文出版               |
| 冊數 | 發售日期       | ISBN                   | 發售日期       | ISBN                   |
| ---- | -------------- | ---------------------- | -------------- | ---------------------- |
| 1    | 2018年3月31日  | ISBN 978-4-08-891352-0 | 2022年8月15日  | ISBN 978-626-322-628-9 |
| 2    | 2020年5月19日  | ISBN 978-4-08-891508-1 | 2022年11月16日 | ISBN 978-626-340-147-1 |
| 3    | 2020年10月16日 | ISBN 978-4-08-891720-7 | 2023年3月22日  | ISBN 978-626-340-537-0 |
| 4    | 2021年3月18日  | ISBN 978-4-08-891840-2 | 2024年3月7日   | ISBN 978-626-362-438-2 |
| 5    | 2021年8月18日  | ISBN 978-4-08-892070-2 | 2025年6月11日  | ISBN 978-626-422-642-4 |
| 6    | 2022年1月9日   | ISBN 978-4-08-892205-8 |                |                        |
| 7    | 2022年6月17日  | ISBN 978-4-08-892353-6 |                |                        |
| 8    | 2022年11月17日 | ISBN 978-4-08-892523-3 |                |                        |
| 9    | 2023年3月17日  | ISBN 978-4-08-892656-8 |                |                        |
| 10   | 2023年8月18日  | ISBN 978-4-08-892857-9 |                |                        |
| 11   | 2023年12月19日 | ISBN 978-4-08-893102-9 |                |                        |
| 12   | 2024年4月18日  | ISBN 978-4-08-893199-9 |                |                        |

## 外部連結
- dashcomic官方網站 （页面存档备份，存于）
- 復讐を希う最強勇者は、闇の力で殲滅無双する | ダッシュエックス文庫 （页面存档备份，存于）
- 小說作者斧名田マニマニ推特的X（前Twitter）